# Mendocino County
Das Mendocino County ist ein County im Nordwesten des US-Bundesstaates Kalifornien mit rund 91.600 Einwohnern (2020). Der Verwaltungssitz (County Seat) ist Ukiah mit 16.000 Einwohnern (Stand: 2010).

## Geschichte
Der Name des County leitet sich vom Kap Mendocino ab, das im 16. Jahrhundert von Andrés de Urdaneta zu Ehren von Antonio de Mendoza oder Lorenzo Suárez de Mendoza benannt wurde. Dieses Kap liegt jedoch nicht darin, sondern im benachbarten Humboldt County.
Das Mendocino County wurde bereits 1850 gegründet, besaß aber zunächst keine Selbstverwaltung, weil es in dem Gebiet fast keine Weißen gab. 1855 wurde hier das Indianer-Reservat „Mendocino“ eingerichtet. Im Mendocino War von 1859 wurden die meisten Indianer getötet, 1866 wurde das Reservat wieder aufgelöst. Danach begann die Besiedelung durch Weiße. Alle verbliebenen Indianer wurden ungeachtet ihrer Stammeszugehörigkeit in die relativ kleine Round Valley Indian Reservation umgesiedelt. Im Round Valley War von 1887 starb nochmals ein Großteil der Überlebenden. Gegen Ende des 19. Jahrhunderts waren alle Indianerstämme aus dieser Gegend fast ausgerottet. Dazu gehörten die Yuki-, die Pomo- und die Wintun-Indianer. Heute leben noch insgesamt etwa 1500 indianische Ureinwohner in zwei kleinen Reservaten und acht Rancherias.
Um 1900 war die Küste des County ein Zentrum der Holzindustrie mit Sägemühlen und Schienenwegen zur Küste zum Abtransport des Holzes über See. Die Siedlungen waren nur per Schiff erreichbar, Transportwege über Land gab es nicht. Erst später wurde bekannt, dass die riesigen lokalen Bäume um 1000 Jahre lang gewachsen waren und deshalb entsprechend lange zur Erneuerung benötigen würden. Aus Holzmangel mussten die Sägemühlen im 20. Jahrhundert wieder schließen, die letzte bestand bis 2005.
Im letzten Viertel des 20. Jahrhunderts avancierte das County zum Bestandteil des sogenannten Emerald Triangle – einer nordkalifornischen Region, die neben dem Mendocino County die benachbarten Counties Humboldt und Trinity mit umfasst und die als die größte Marihuana-Anbauregion innerhalb der USA gilt. Das County beinhaltet zudem die südlichen Teile der Lost Coast – eines besonders abgelegenen, schwer zugänglichen Küstenstreifens, der besonders stark von Depopulation betroffen ist.
Im Mendocino County liegt eine National Historic Landmark, die Mendocino Woodlands Recreational Demonstration Area. 41 weitere Bauwerke und Stätten des Countys sind im National Register of Historic Places eingetragen.

## Küste

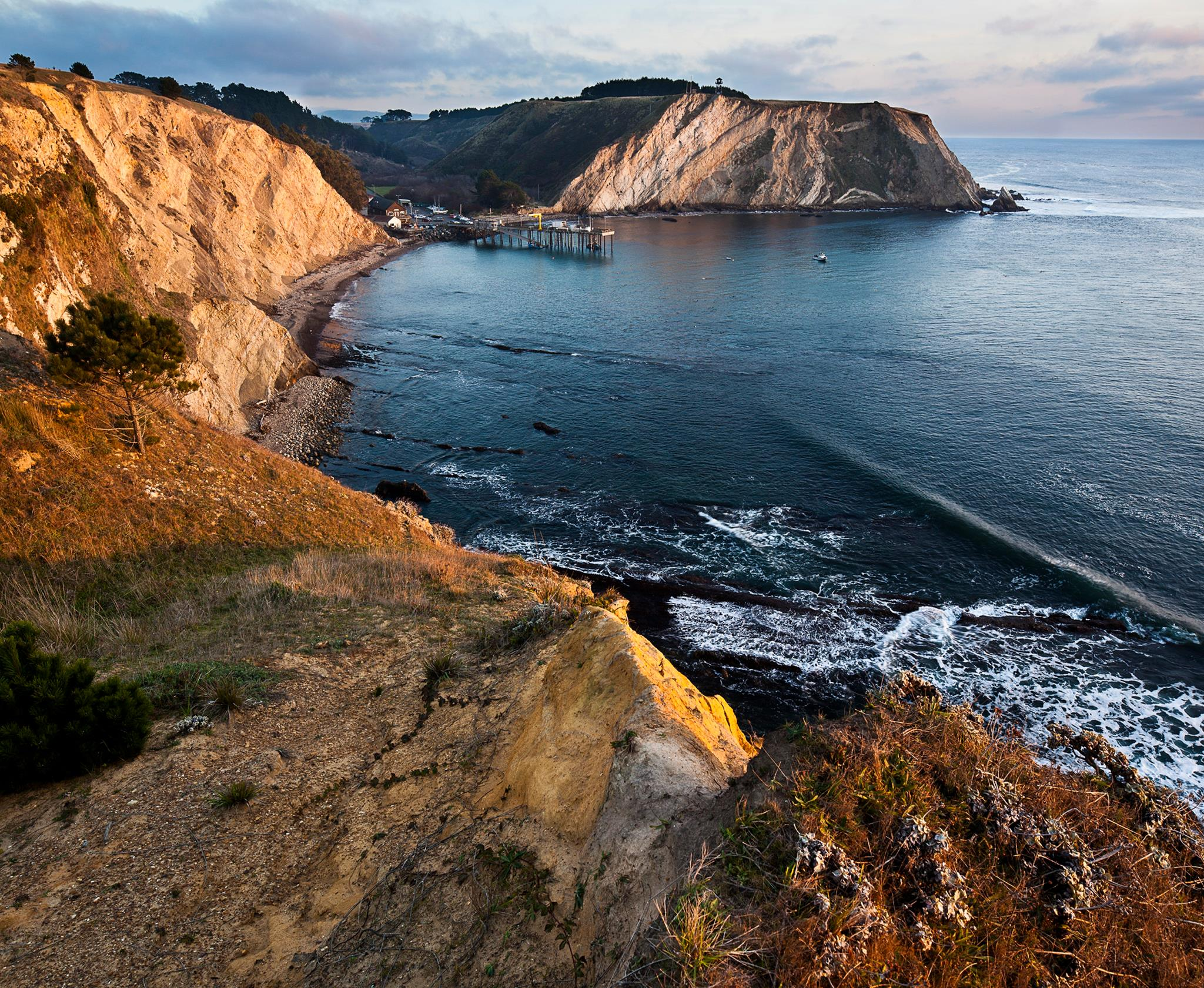
Küste bei Point Arena

Der Mendocino County liegt langgestreckt an der Küste zum Pazifischen Ozean. Daran entlang verläuft die California State Route 1, von Süden kommend durch folgende Orte:
- Gualala, ein Ort mit 2000 Einwohnern. Der gleichnamige Fluss bildet die Grenze zum benachbarten Sonoma County.
- Die Orte Anchor Bay und das benachbarte Fish Rock. Hinter dem 800 Meter breiten Strand liegen die im Jahr 1925 eröffneten Anchor Bay Campgrounds.[7]
- Point Arena ist eine Stadt, mit nur 450 Einwohnern eine der kleinsten in den USA. Hier beginnen Unterwasserkabel nach Hawaii und Japan. Der Leuchtturm des Ortes ist der Punkt des amerikanischen Festlandes (ohne Alaska), der die kürzeste Entfernung nach Hawaii (3787 km) aufweist. Hier mündet der Garcia River.
- Nördlich des Leuchtturms beginnt der große Strand Manchester State Beach. Die Küstenstraße verläuft hier mehrere Kilometer landeinwärts durch den kleinen Ort Manchester. Dazwischen liegt seit 1955 der Manchester State Park.
- Elk hieß ursprünglich Greenwood. Da dieser Namen in Kalifornien bereits vergeben war, wurde das 1887 eröffnete Postamt Elk Post Office genannt, dieser Name übertrug sich bald auch auf die Stadt. Ursprünglich bestand der Ort aus einer großen dampfbetriebenen Sägemühle und einer Eisenbahnstrecke. Das Sägewerk brannte 1936 ab, und da es nicht versichert war, kam es zu einem Zusammenbruch der lokalen Ökonomie. Neue Sägewerke wurden 1953 und 1963 gebaut, aber schon in den späten 1960er Jahren waren die Wälder abgeholzt. Nach einigen ruhigen Jahren wird der Ort heute hauptsächlich touristisch genutzt. Der Staat hat den Strand an der Mündung des Greenwood Creek und den ursprünglichen Mühlenstandort erworben und hier den öffentlichen Greenwood State Park eingerichtet.
- Cuffy's Cove war früher eine Stadt zwei Kilometer nördlich von Elk, heute befindet sich dort nur noch die Cuffy's Cove Ranch.
- An der Einmündung des Navarro River führt die Straße einen Kilometer daran entlang bis zu einer Brücke. Um ihr zurück zur Küste zu folgen, muss links abgebogen werden. Rechts beginnt hier die State Route 128 (siehe unten).

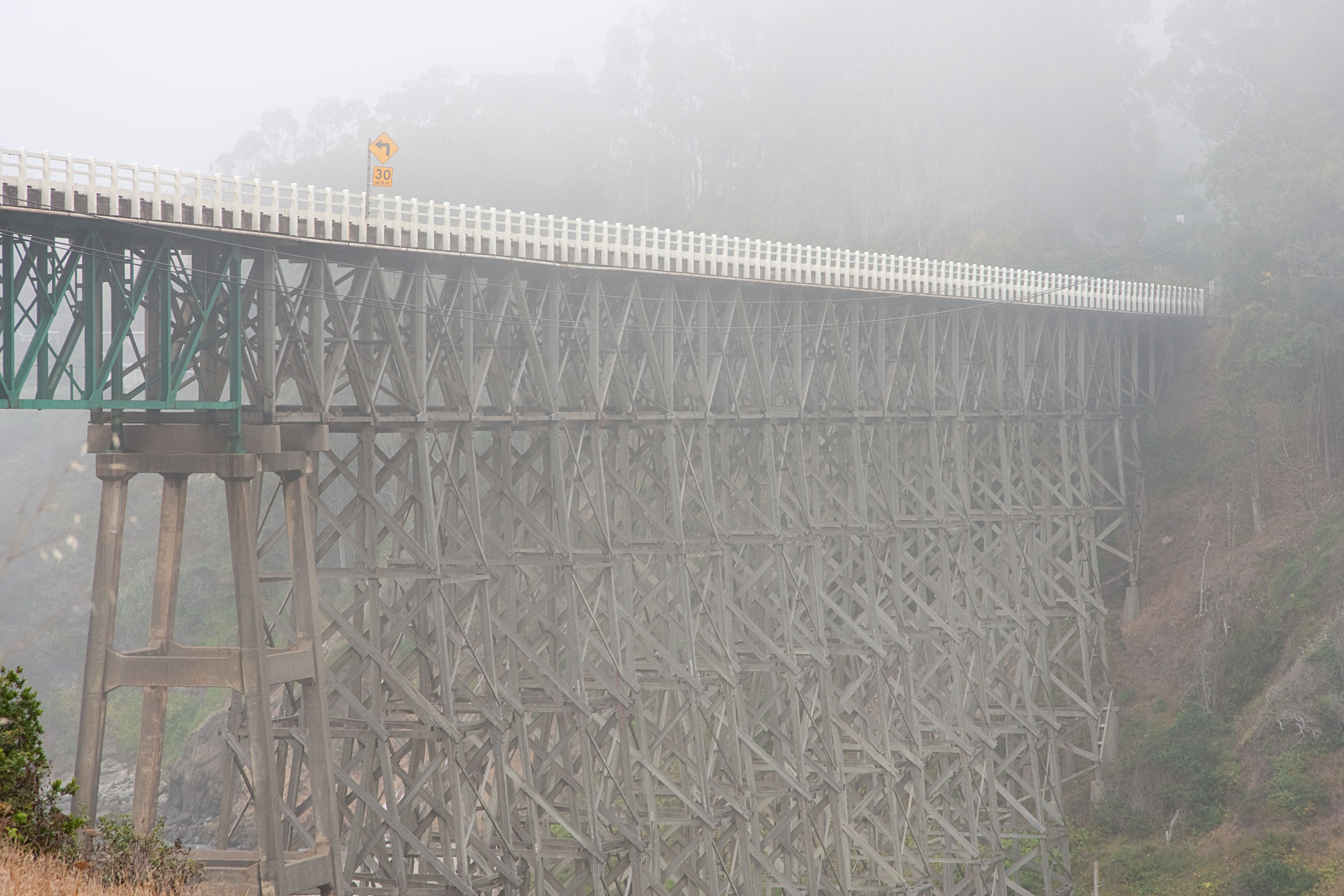
Albion River Bridge

- In Albion wurde bereits 1853 die dampfbetriebene Sägemühle Albion Steam Mill erbaut. Der Name der Mühle war eine Hommage an Francis Drake, der bereits 1579 Kalifornien als „Nova Albion“ benannte[8], und wurde bei der Eröffnung des Postamtes 1859 für den Ort übernommen. Eine Eisenbahnstrecke wurde ab 1885 gebaut, jedoch nie mit dem nationalen Netz verbunden und 1937 wieder demontiert. Albion liegt an der Mündung des Albion River. Die darüberführende Albion River Bridge ist eine Holzkonstruktion von 1944, erbaut zur Zeit des Zweiten Weltkriegs, als Stahl und Beton knapp waren. Im Jahre 2014 wurden Pläne vorgestellt, sie durch einen doppelt so breiten Neubau zu ersetzen. Dagegen regte sich jedoch Protest, und 2017 wurde die Brücke ins National Register of Historic Places eingetragen, um sie als nationales Baudenkmal zu erhalten[9].

- Im Ort Little River an der Mündung des gleichnamigen Flusses eröffnete 1865 das erste Postamt. Die lokale Sägemühle wurde bereits 1893 geschlossen, der Tourismus begann hier früher als an anderen Orten des Countys. Der Strand des Ortes wird Little River Beach oder auch Van Damme Beach (nach dem hier gelegenen Van Damme State Park) genannt. Südöstlich liegt der kleine Little River Airport.

- Mendocino mit der Einmündung des Big River und der Big River Beach. Eine Straße ins Landesinnere führt über Melbourne nach Comptche.
- Die Russian Gulch Bridge gleich hinter Mendocino führt über Russian Gulch, ein heute unbewohntes Tal, in dem von 1867 bis in die 1920er Jahre eine Sägemühle stand. Seit 1933 bildet das Gelände den Russian Gulch State Park.[10]
- Der Leuchtturm Point Cabrillo Light steht seit 1909 an der Küste zwischen Mendocino und Caspar.

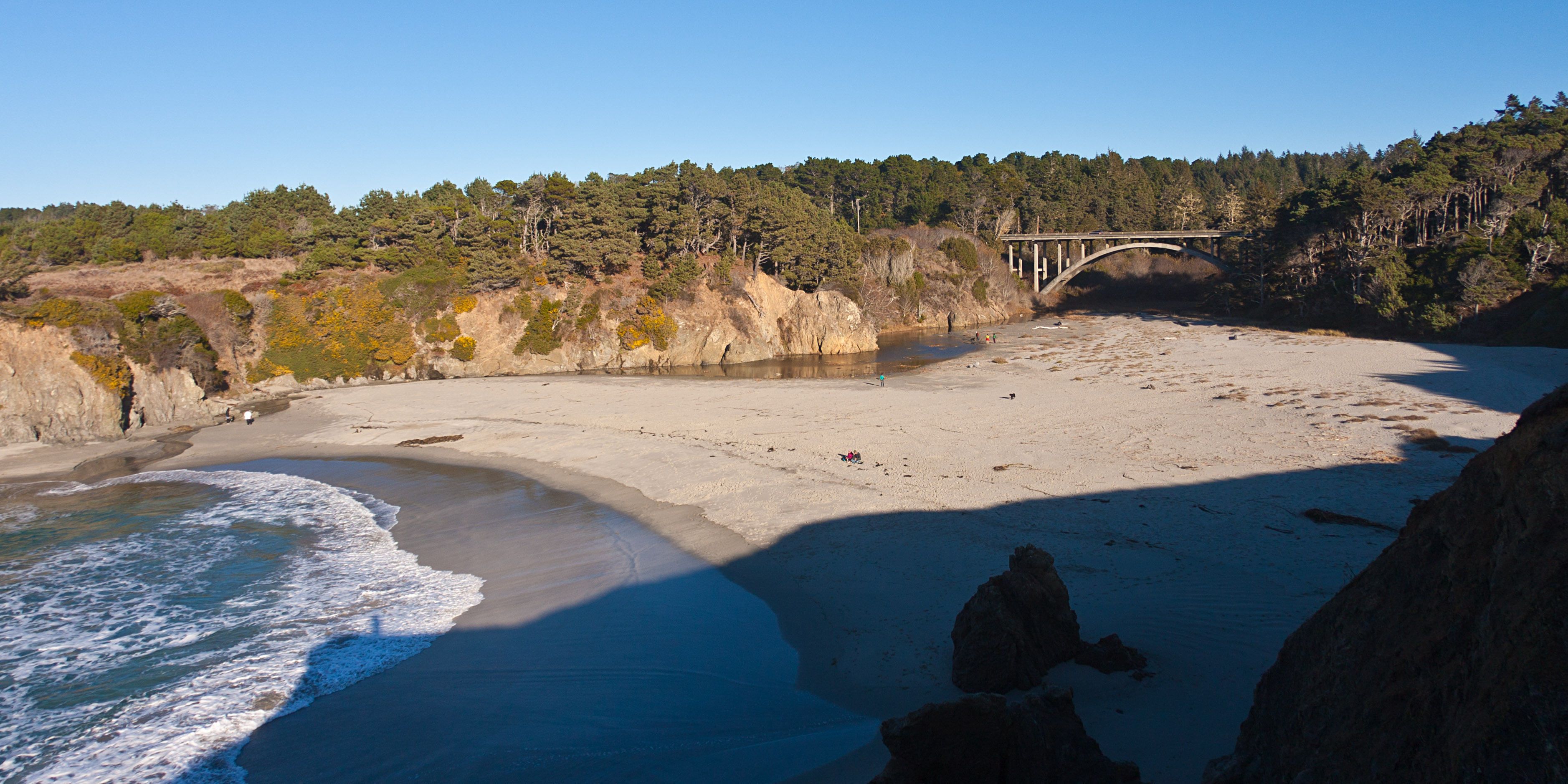
Jug Handle Beach bei Caspar, im Hintergrund die Brücke der Route 1

- Der Ort Caspar mit ca. 500 Einwohnern[11] besitzt zwei Strände: im Süden der Caspar Beach zwischen Doyle Creek und Caspar Creek, im Norden der Jug Handle Beach an der Mündung des durch den Park Jughandle State Reserve fließenden Jug Handle Creek. Er wurde nach dem deutschen Bauern Siegfried Caspar benannt, der 1857 hierherkam.[12] Im Ort gab es von 1861 bis 1955 eine Sägemühle,[13] die sich so lange halten konnte, indem sie das Gebiet für den Holzeinschlag immer weiter vergrößerte. Sie betrieb bis 1945 ein Schienennetz von zuletzt 35 Meilen,[14] das aber niemals mit einer Hauptlinie verbunden war.[15] Die Grundmauern der alten Sägemühle sind immer noch an der Mündung des Caspar Creek zu finden.[12]

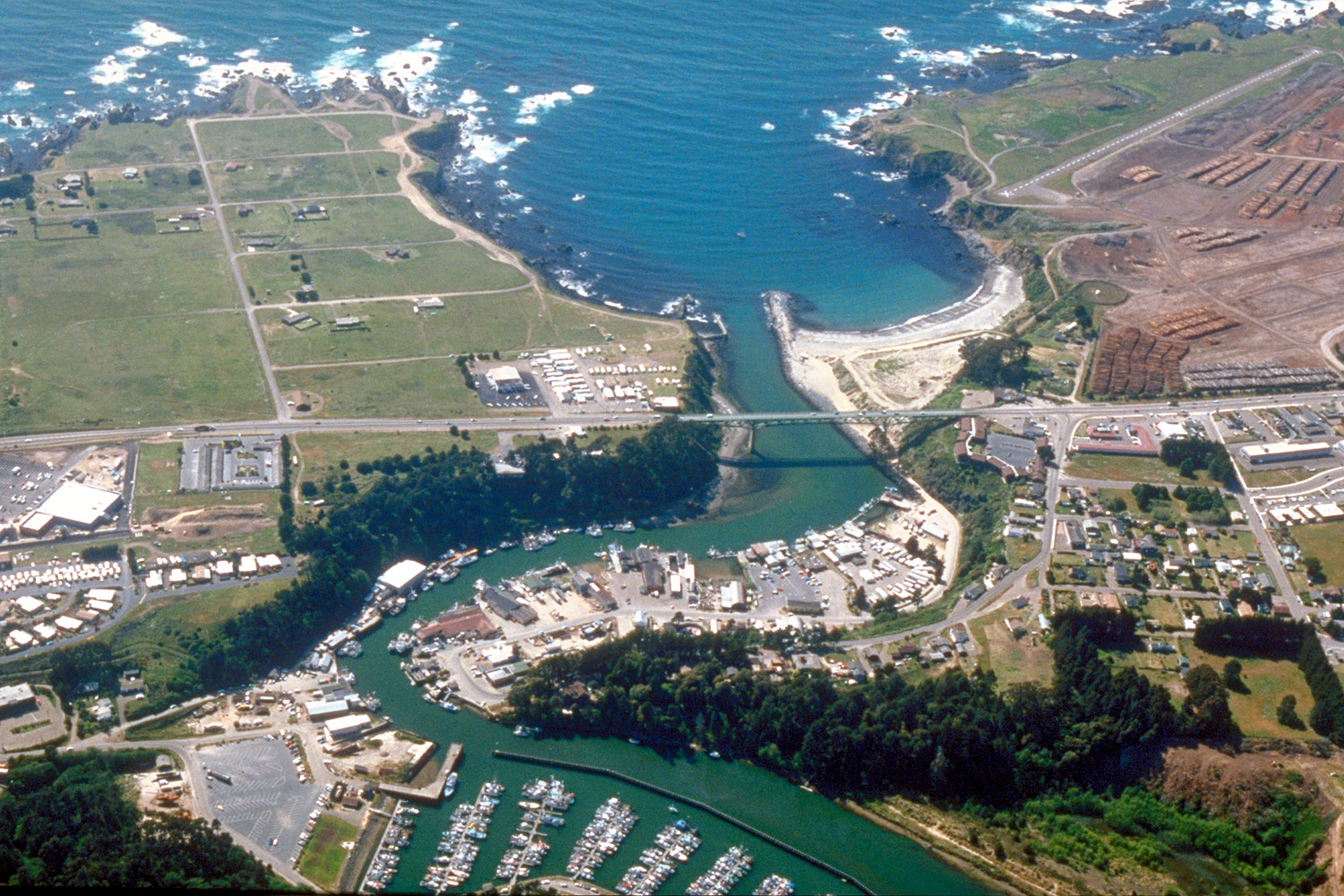
Fort Bragg mit der Brücke der Route 1 über den Noyo River

- Fort Bragg ist eine Stadt mit 7000 Einwohnern und die mit Abstand größte Ansiedlung an der Küste des County. Sie entstand 1857 als Militärpostamt, 1869 wurde das Land für weiße Siedler geöffnet, 1889 wurde Fort Bragg zur Stadt. Von Süd nach Nord gibt es hier
  - die Mendocino Coast Botanical Gardens zwischen Straße und Küste, seit 1961.
  - die Brücke über den Noyo River, der hier über eine Bucht ins Meer fließt (siehe Foto rechts). Das an den Fluss angrenzende gemeindefreie Gebiet Noyo gehört nicht mehr zur Stadt.
  - den Bahnhof des Skunk Train, der mit historischen Dampflokomotiven nach Willits fährt.
  - die Glass Beach besteht aus bunten Glaskieseln, die aus abgelagertem Müll entstanden sind.[16]
  - die Brücke über den Pudding Creek, unter der sich ein Strand befindet.

Nördlich von Fort Bragg beginnt ein kaum besiedelter Küstenabschnitt.
- Der Ort Cleone. Die örtliche Sägemühle anderthalb Meilen landeinwärts des Ortes bestand von 1883 bis 1904, auf einer Schienenverbindung zum Verladehafen fuhren die mit Holz beladenen Wagen durch eigene Schwerkraft abwärts und wurden leer von Pferden wieder zurückgezogen.[17]
- Inglenook. Nördlich davon mündet der Ten Mile River, der so benannt wurde, weil er zehn Meilen (16 Kilometer) nördlich des Noyo River ins Meer fließt.

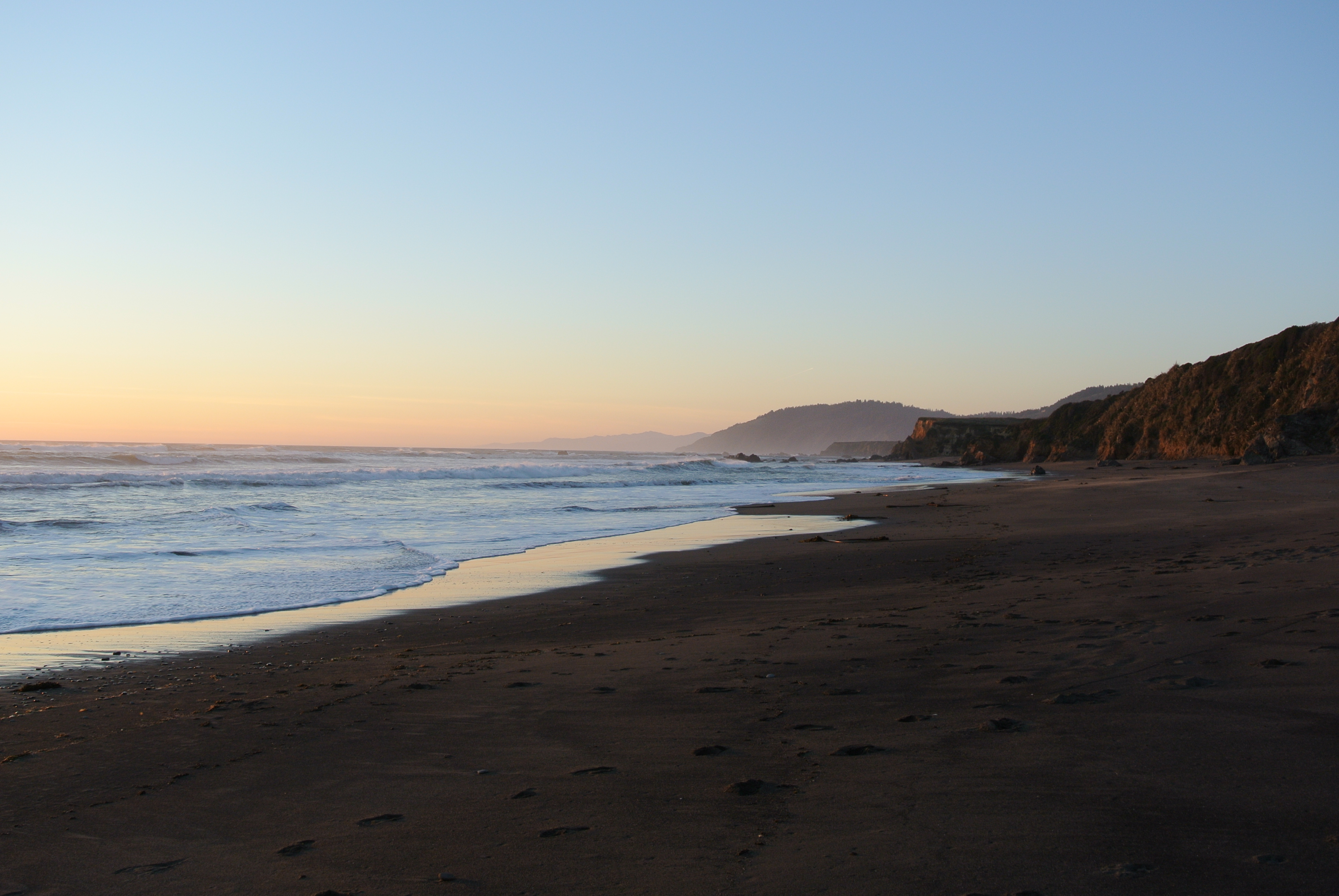
Strand in der Nähe von Westport

- Newport, früher ein Ort für die Holzverladung, besteht heute nur noch aus einem großen Hotelbetrieb mit angeschlossener Ranch zur touristischen Nutzung.
- Auch in Kibesillah, zwei Kilometer weiter nördlich an der Mündung des Kibesillah Creek, gibt es nur wenige Häuser.
- Westport ist noch die größte Ansiedlung in diesem Bereich, doch selbst hier leben nur sechzig Einwohner. Fünf Kilometer nördlich, an der Mündung des Howard Creek, liegt der große Strand Westport-Union Landing State Beach.
- In Hardy, acht Kilometer nördlich von Westport, fließt der Hardy Creek in den Ozean. Hier gab es von 1902 bis 1915 ein Postamt. Die Sägemühle ist abgebrannt und wurde nie wieder aufgebaut.
- In Rockport lebten 1957 noch 500 Einwohner. Danach wurde der Ort entvölkert und renaturiert.

Im weiteren Küstenverlauf liegt die kaum erschlossene Lost Coast, die in den 1930er Jahren entvölkert wurde. Die Straße schwenkt hier ins Landesinnere und trifft bei Leggett auf den Highway 101.

## Landesinneres

### Highway 101 und östlich davon
Im Landesinneren verläuft der U.S. Highway 101 von Süden kommend durch:

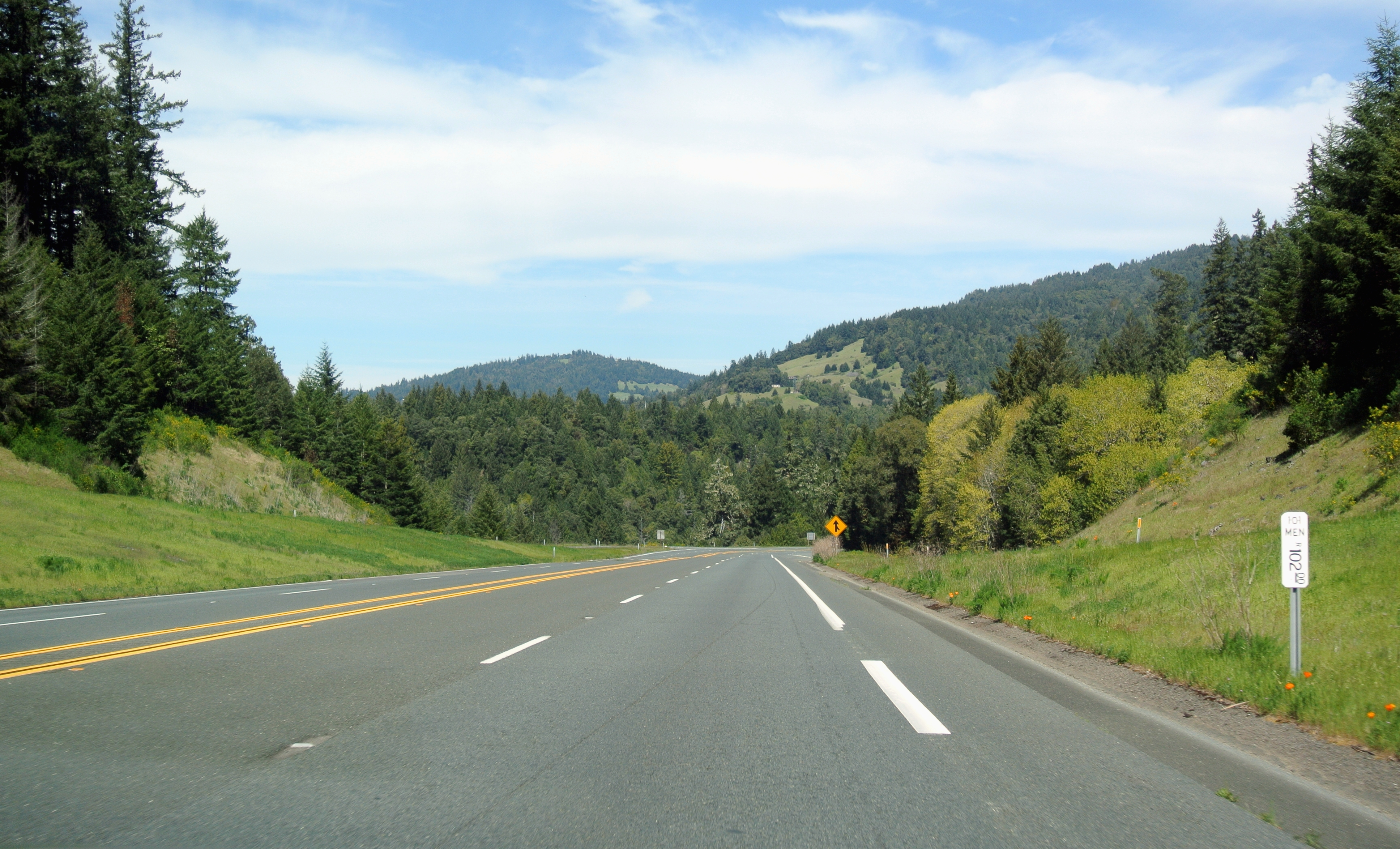
Highway 101 im Mendocino County

- Hopland, östlich anschließend Old Hopland
- Ukiah, Verwaltungssitz von Mendocino County und dessen größte Stadt mit 16.000 Einwohnern. Daran östlich anschließend der CDP Talmage, dort liegt die Stadt der Zehntausend Buddhas.
- Calpella wurde 1858 gegründet und nach Kalpela, dem Häuptling eines nahegelegenen Dorfes der Pomo, benannt. Heute ist es ein CDP mit 679 Einwohnern. Vom Highway 101 zweigt hier die California State Route 20 ab, die in Richtung Osten zum Clear Lake im benachbarten Lake County führt.
- Redwood Valley, ein CDP mit 1729 Einwohnern, der östlich des Highway am Russian River entlang liegt. Hier war das Zentrum eines Feuers 2017, bei dem 380 Häuser zerstört wurden[18]. Am nördlichen Ende von Redwood Valley steht das buddhistische Kloster Abhayagiri Buddhist Monastery. Weiter östlich liegt der CDP Potter Valley mit 646 Einwohnern.
- Willits ist eine Stadt mit 5000 Einwohnern. 5 km nordwestlich liegt Brooktrails, ein CDP mit weiteren 3000 Einwohnern.
- Longvale (UIC) (Abkürzung für „Unincorporated Area“)
- Laytonville, östlich davon liegt der CDP Covelo.
- Im Ort Leggett steht der Chandelier Tree. Das ist ein 96 Meter hoher Küstenmammutbaum, in den seit 1930 ein mit einem PKW befahrbarer Tunnel eingeschnitzt ist.
- Piercy (UIC) erhielt seinen Namen nach Sam Piercy, der um 1900 hier siedelte. Seit 1920 gibt es hier ein Postamt.
- In Andersonia fließt der Indian Creek in den Eel River. Die Bear Harbor and Eel River Railroad hatte bereits seit 1893 den Hafen Bear Harbor mit Moody am Indian Creek verbunden. Die Strecke wurde von 1903 bis 1905 hierher verlängert und ein neues Sägewerk errichtet, um das herum sich der Ort entwickelte, der Standort wurde nach dem Firmenpräsidenten Henry Neff Anderson benannt. Eisenbahn und Sägewerk wurden 1921 demontiert. Andersons Enkel bauten 1947 ein neues Sägewerk in Andersonia, das Holz wurde jetzt nicht mehr über die Eisenbahn zum Hafen, sondern auf dem Landweg über den US-Highway 101 transportiert. Das Sägewerk war in Betrieb, bis die örtlichen Holzvorräte 1972 erschöpft waren.

Der Highway führt weiter nach Norden in den Humboldt County. Östlich des Highways liegt der große Mendocino National Forest, der über die Grenzen des Countys hinausgeht.

### California State Route 128
Zwischen Elk und Albion (siehe oben) beginnt an der Küste die California State Route 128. Sie führt zunächst am Navarro River und dem Navarro River Redwoods State Park entlang. Danach erschließt sie das Anderson Valley und führt dort durch Navarro, entlang des Henry Woods State Parks und durch Philo und Boonville. Dort zweigt die State Route 253 nach Ukiah ab. Die 128 führt weiter durch Yorkville und Ingram südlich aus dem County heraus nach Cloverdale im Sonoma County. Sie endet im Sacramento Valley.

### Skunk train

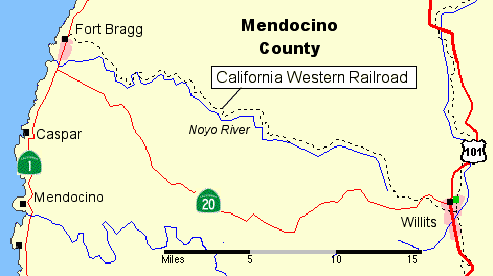
Die Trasse des Skunk train entlang des Noyo River

Der Skunk train der California Western Railroad ist eine dampfbetriebene Museumseisenbahn zwischen den Städten Fort Bragg an der Küste und Willits im Landesinneren.
Die Eisenbahnstrecke wurde 1885 für den Holztransport zum Sägewerk in Fort Bragg gebaut, Personenverkehr gab es seit 1904. Im Jahre 1965 begann der Museumsbetrieb im Personenverkehr. Der Güterverkehr, bis Anfang der 1990er Jahre die wichtigste Einnahmequelle des Betreibers, endete 2001, der Museumsbetrieb ruhte von 2001 bis 2006. Nach einem Tunneleinsturz 2013 war der weitere Bestand fraglich, es gelang jedoch, die Strecke noch im selben Jahr wieder zu eröffnen. Zurzeit (2015) ist der Wiederanschluss von Willits durch die Northwestern Pacific Railroad für das Ende des Jahres 2022 geplant, dann könnte der Güterverkehr wieder aufgenommen werden.
Die Strecke verläuft entlang des Noyo River, den sie etwa zwanzigmal kreuzt, und größtenteils durch ansonsten unberührte Natur. Es gibt kaum parallele Straßen, die Verbindung der beiden Städte per Straße durch die State Route 20 folgt einer völlig anderen Trassierung.

## Flüsse, Stauseen und Berge

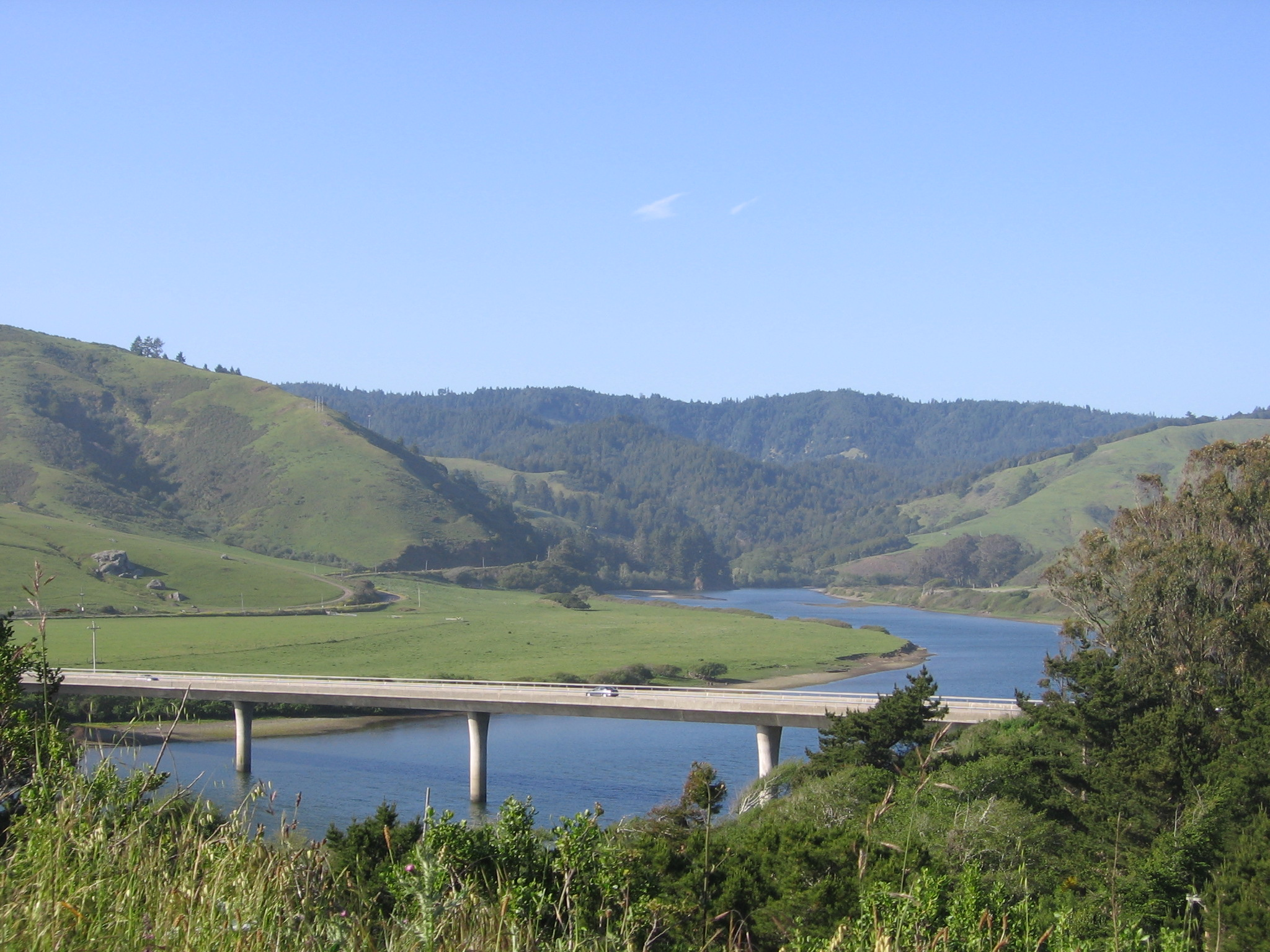
Russian River

Größter Fluss im Landesinneren ist der Russian River. Er fließt parallel zur Küste in das südlich benachbarte Sonoma County, erst dort knickt er ab und fließt zum Meer.
Der südliche Zweig des Eel River hat seine Quelle westlich von Laytonville und fließt parallel zum Russian River, aber in entgegengesetzter Richtung nach Norden. Er führt durch das abgelegene Branscomb und erreicht noch vor Legget den Highway 101. Fluss und Straße laufen ab hier parallel zum Humboldt County.
Im Rahmen des Potter Valley Project wird seit 1922 Trinkwasser vom Eel River zum Russian River umgeleitet.
Der Lake Mendocino ist ein Stausee östlich von Calpella, der 1958 durch den Bau des Coyote Valley Dam zum Hochwasserschutz und als Trinkwasserreservoir entstand.
Als Mendocino Range wird der Teil des Kalifornischen Küstengebirges bezeichnet, der im County, teilweise auch in benachbarten Countys gelegen ist.

## Demografische Daten
Nach der Volkszählung im Jahr 2000 lebten im Mendocino County 86.265 Menschen. Es gab 33.266 Haushalte und 21.855 Familien. Die Bevölkerungsdichte betrug 9 Einwohner pro Quadratkilometer. Ethnisch betrachtet setzte sich die Bevölkerung zusammen aus 80,76 % Weißen, 0,62 % Afroamerikanern, 4,76 % amerikanischen Ureinwohnern, 1,20 % Asiaten, 0,15 % Bewohnern aus dem pazifischen Inselraum und 8,61 % aus anderen ethnischen Gruppen; 3,90 % stammten von zwei oder mehr ethnischen Gruppen ab. 16,48 % der Bevölkerung waren hispanischer Abstammung.

Alterspyramide des Mendocino Countys (Stand: 2000)

Von den 33.266 Haushalten hatten 31,40 % Kinder und Jugendliche unter 18 Jahre, die bei ihnen lebten. 48,90 % waren verheiratete, zusammenlebende Paare, 11,70 % waren allein erziehende Mütter. 34,30 % waren keine Familien. 27,00 % waren Singlehaushalte und in 10,40 % lebten Menschen im Alter von 65 Jahren oder darüber. Die Durchschnittshaushaltsgröße betrug 2,53 und die durchschnittliche Familiengröße lag bei 3,04 Personen.
Auf das gesamte County bezogen setzte sich die Bevölkerung zusammen aus 25,50 % Einwohnern unter 18 Jahren, 8,10 % zwischen 18 und 24 Jahren, 25,60 % zwischen 25 und 44 Jahren, 27,10 % zwischen 45 und 64 Jahren und 13,60 % waren 65 Jahre alt oder darüber. Das Durchschnittsalter betrug 39 Jahre. Auf 100 weibliche Personen kamen 98,90 männliche Personen, auf 100 Frauen im Alter ab 18 Jahren kamen statistisch 97,10 Männer.
Das jährliche Durchschnittseinkommen eines Haushalts betrug 35.996 USD, das Durchschnittseinkommen der Familien betrug 42.168 USD. Männer hatten ein Durchschnittseinkommen von 33.128 USD, Frauen 23.774 USD. Das Prokopfeinkommen betrug 19.443 USD. 15,90 % Prozent der Bevölkerung und 10,90 % der Familien lebten unterhalb der Armutsgrenze. 21,50 % davon waren unter 18 Jahre und 7,70 % waren 65 Jahre oder älter.